# Синтрон

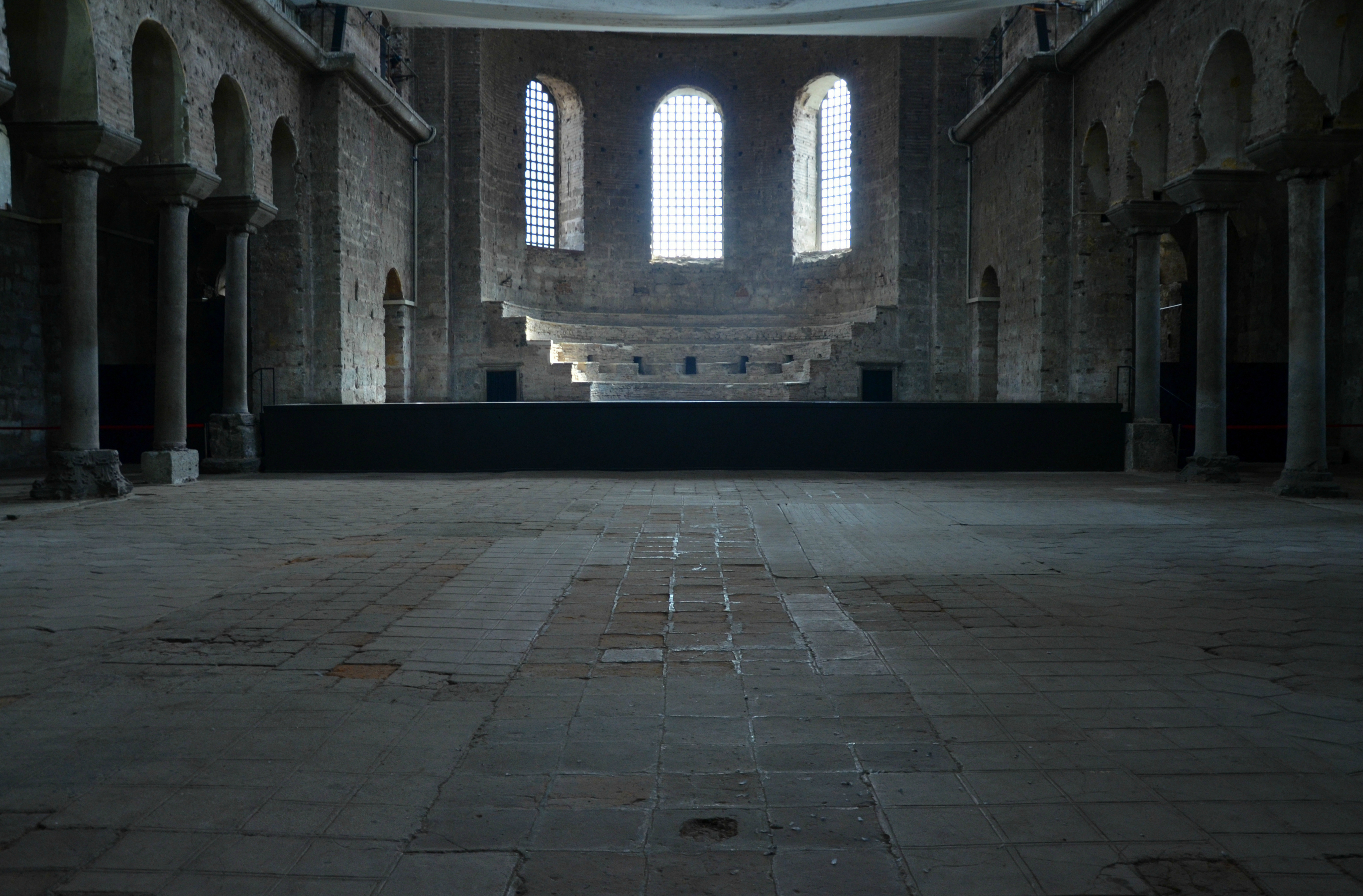
Синтрон в соборі Святої Ірини в Константинополі (сучасний Стамбул, Туреччина).

Синтрон ( грец. σύνθρονον  ; множина: σύνθρονα, synthrona ) — напівкругла багатоярусна споруда в задній частині вівтаря в літургійній апсиді східно-православної церкви, яка поєднує лави, зарезервовані для духовенства, з єпископським престолом у центрі.
Термін відомий принаймні з V ст. Деякі з добре збережених синтронів існують у візантійських церквах 6-го століття Святої Ірини та Святої Євфимії в Константинополі. Ці конструкції були достатньо високі, щоб забезпечити простір для проходу під і вздовж стіни апсиди. Згідно з Псевдо-Германом 8-го століття, сходження єпископа на синтрон символізувало як жертву Христа, так і наступну славу, тоді як ієрарх, що сидить на троні та окружений духовенством, представляв Христа серед своїх учнів.